# Martos
Martos er en by og kommune i det sydlige Spanien i provinsen Jaén. Den har et indbyggertal på 24.452 (2024) indbyggere.